# Pterygoplichthys anisitsi
Pterygoplichthys anisitsi és una espècie de peix de la família dels loricàrids i de l'ordre dels siluriformes.

## Morfologia
- Els mascles poden assolir 42 cm de longitud total.[4][5]

## Hàbitat
És un peix d'aigua dolça i de clima tropical (21 °C-24 °C).

## Distribució geogràfica
Es troba a Sud-amèrica: conques dels rius Paraguai, Paranà, Bermejo i Uruguai.